# Cère
Cère är en kommun i departementet Landes i regionen Nouvelle-Aquitaine i sydvästra Frankrike. Kommunen ligger i kantonen Labrit som tillhör arrondissementet Mont-de-Marsan. År 2022 hade Cère 416 invånare.

## Befolkningsutveckling
Antalet invånare i kommunen Cère
Referens:INSEE